# موج پادگری

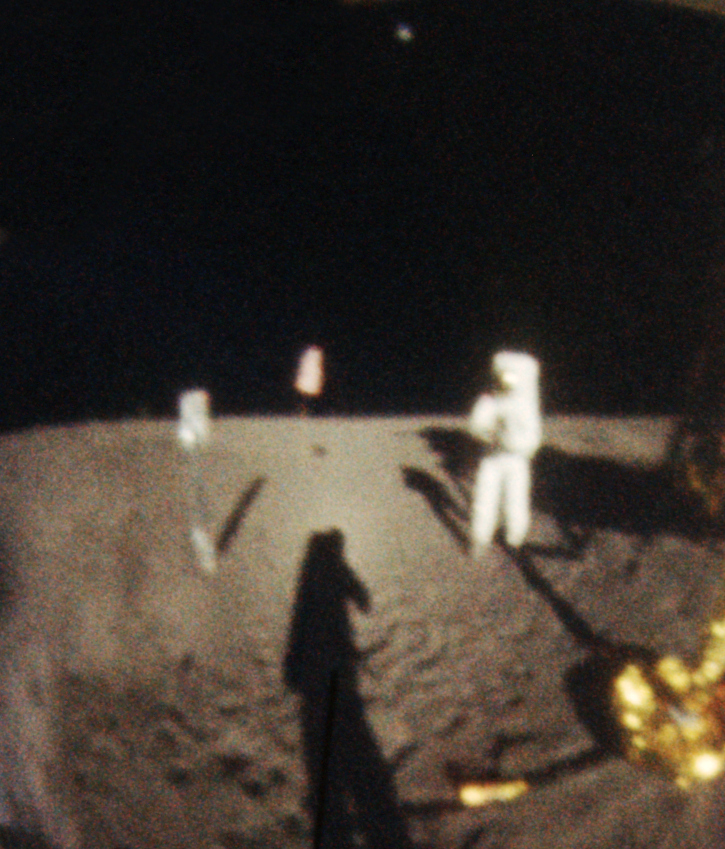
موج پادگری از خاک ماه بازتابی، منطقه اطراف سایه باز آلدرین را در طول آپولو ۱۱ روشن می‌کند (عکس از نیل آرمسترانگ).

موج پادگری (به انگلیسی: Opposition surge)، (گاهی به‌عنوان اثر مخالف، تیر مخالف یا اثر مرد مبارک شناخته می‌شود) درخشندگی یک سطح ناهموار یا یک جسم با ذرات بسیار است، هنگامی که مستقیماً از پشت ناظر روشن می‌شود. این اصطلاح بیشتر در نجوم استفاده می‌شود، جایی که به‌طور کلی به افزایش ناگهانی قابل‌توجه در روشنایی یک جرم آسمانی مانند یک سیاره، ماه یا دنباله‌دار با نزدیک شدن زاویه فاز مشاهده آن به صفر اشاره دارد. این نام به این دلیل است که نور منعکس شده از ماه و مریخ به‌طور قابل‌توجهی درخشان‌تر از پیش‌بینی‌شده توسط بازتاب ساده لامبرتی (Lambertian reflectance) در هنگام تقابل نجومی به‌نظر می‌رسد. دو عملکرد فیزیکی برای این پدیده مشاهده‌ای پیشنهاد شده است: پنهان شدن سایه و پراکندگی منسجم.

## نمای کلی
زاویه فاز به عنوان زاویه بین ناظر، جسم مشاهده شده و منبع نور تعریف می‌شود. در مورد منظومه شمسی، منبع نور خورشید است و ناظر به‌طور کلی روی زمین است. در زاویه فاز صفر، خورشید مستقیماً پشت ناظر قرار دارد و جسم مستقیماً جلوتر است و کاملاً روشن است.
با کاهش زاویه فاز جسمی که توسط خورشید روشن می‌شود، شدت نور جسم افزایش می‌یابد. این تا حدودی به دلیل افزایش سطح روشنایی است، اما تا حدی به دلیل روشنایی ذاتی (نورتابی) بخشی است که نور خورشید است. این تحت تأثیر شدت روشنایی سطح قرار می‌گیرد که دقیقاً زیر نور خورشید بیشترین سنگ را دارد و در قسمت‌هایی از جسم که با زاویه قائم به خورشید روبرو هستند به صفر می‌رسد. اما درخشندگی نیز تحت تأثیر زاویه‌ای است که نور منعکس شده از جسم مشاهده می‌شود. به همین دلیل، نور ماه در ماه کامل بسیار بیشتر از سه‌ماهه اول یا سوم است، حتی اگر ناحیه قابل مشاهده روشن شده تنها دو برابر بزرگتر باشد.

## عملکردهای فیزیکی

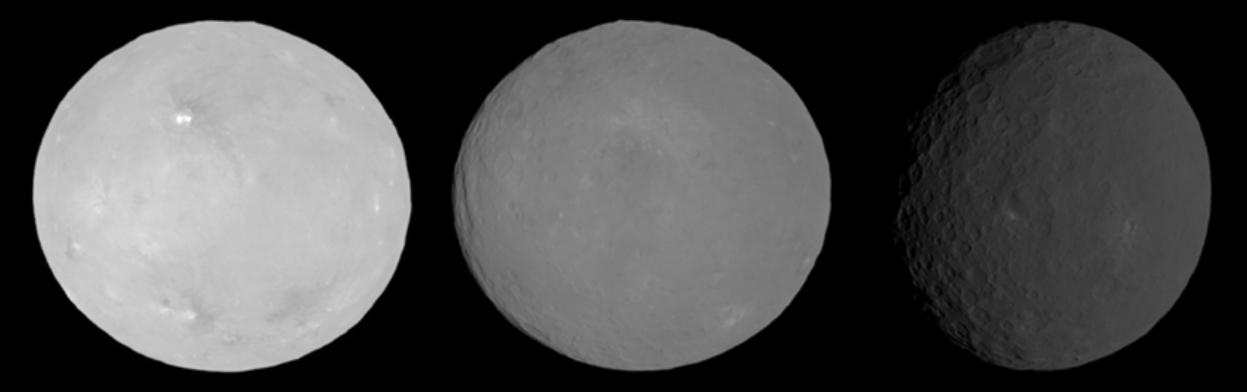
سیاره کوتوله سرس، که توسط فضاپیمای دان در زوایای فاز ۰ درجه، ۷ درجه و ۳۳ درجه تصویربرداری شده است. تصویر سمت چپ در زاویه فاز ۰ درجه درخشندگی بسیار بالاتری را به دلیل اثر مخالف نشان می‌دهد.

### پنهان کردن سایه
وقتی زاویه انعکاس نزدیک به زاویه‌ای است که پرتوهای نور به سطح برخورد می‌کنند (یعنی زمانی که خورشید و جسم از دید ناظر به مخالفت نزدیک هستند)، این درخشندگی ذاتی معمولاً نزدیک به‌حداکثر خود است. در زاویه فاز صفر درجه، تمام سایه‌ها ناپدید می‌شوند و جسم کاملاً روشن می‌شود. هنگامی که زوایای فاز به صفر نزدیک می‌شود، یک افزایش ناگهانی در روشنایی ظاهری وجود دارد و این افزایش ناگهانی به عنوان موج پادگری نامیده می‌شود.
این اثر به‌ویژه بر روی سطوح سنگ‌پوشه اجسام بدون هوا در سامانه خورشیدی مشهود است. معمولاً علت اصلی این اثر این است که منافذ و حفره‌های کوچک سطحی که در غیر این صورت در زوایای فرود دیگر در سایه قرار می‌گیرند، زمانی که ناظر تقریباً در یک خط با منبع روشنایی قرار می‌گیرد، روشن می‌شوند. این اثر معمولاً فقط برای محدوده بسیار کوچکی از زاویه گام نزدیک به صفر قابل مشاهده است. برای اجسامی که خواص بازتابی آنها به‌طور کمی مورد مطالعه قرار گرفته است، جزئیات اثر مخالف - قدرت و وسعت زاویه‌ای آن - با دو پارامتر هاپک (Hapke parameters) توصیف می‌شود. در مورد حلقه‌های سیاره‌ای (مانند حلقه‌های زحل)، موج پادگری به‌دلیل آشکار شدن سایه‌هایی بر روی ذرات حلقه است. این توضیح برای اولین بار توسط هوگو فون زلیگر در سال ۱۸۸۷ ارائه شد.

### پس‌پراکندگی همدوس
یک تئوری برای یک اثر اضافی که باعث افزایش روشنایی در هنگام مخالفت می‌شود، تئوری پس‌پراکندگی همدوس (Coherent backscattering) است. در مورد پس‌پراکندگی همدوس، اگر اندازه پراکنده‌ها در سطح بدن با طول موج نور قابل مقایسه باشد و فاصله بین ذرات پراکنده بزرگتر از یک طول موج باشد، نور منعکس شده در زوایای باریک افزایش می‌یابد. افزایش روشنایی به دلیل ترکیب نور منعکس شده با نور ساطع شده است.
پدیده‌های پس‌پراکندگی همدوس نیز با رادار مشاهده شده است. به‌طور خاص، مشاهدات اخیر تیتان در ۲٫۲ سانتی‌متر با کاسینی نشان داده است که یک اثر پس‌پراکندگی همدوس قوی برای توضیح سپیدایی بالا در طول موج‌های رادار مورد نیاز است.

### قطرات آب
در زمین، قطرات آب نیز می‌توانند در موقعیت‌های مختلف نقاط روشنی را در اطراف نقطه پادخورشید ایجاد کنند. برای جزئیات بیشتر به شکوه و هاله شبنم (پدیده نوری) مراجعه کنید.

## در سراسر منظومه شمسی

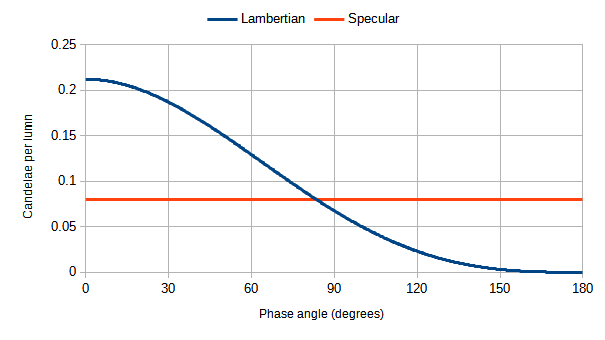
شدت نور در مقابل زاویه فاز برای کره‌های لامبرتی و اسپکولار. اینها موج اپوزیسیون را نشان نمی‌دهد. مورد لامبرتی زمانی است که سطح نور را از نقطه‌ای پراکنده می‌کند به طوری که وقتی از هر زاویه‌ای به آن نگاه می‌شود، آن نقطه درخشندگی یکسانی داشته باشد.

وجود موج پادگری در سال ۱۹۵۶ توسط تام جرلز در طی مطالعه اش در مورد نور منعکس شده از یک سیارک توصیف شد. مطالعات بعدی گرلز نشان داد که همین اثر را می‌توان در روشنایی ماه نشان داد. او اصطلاح «اثر مخالفت» را برای این پدیده ابداع کرد، اما «موج پادگری» شهودی‌تر، اکنون به‌طور گسترده‌ای استفاده می‌شود.
از زمان مطالعات اولیه گرلز، یک موج پادگری برای اکثر اجرام منظومه شمسی بدون هوا مشاهده شده است. چنین موجی برای اجساد با جو قابل توجه گزارش نشده است.
در مورد ماه، بی. جی. بوراتی (B. J. Buratti) و همکاران از مشاهدات فضاپیمای کلمنتاین در زاویه فاز بسیار پایین استفاده کرد تا متوجه شود که روشنایی ماه بین یک زاویه فاز ۴ درجه و یک زاویه ۰ درجه بیش از ۴۰ درصد افزایش می‌یابد. (مشاهده از زمین نمی‌تواند با زاویه فاز کمتر از حدود نیم درجه باشد بدون اینکه ماه‌گرفتگی وجود داشته باشد.
زاویه فاز ۴ درجه حدوداً هشت ساعت قبل یا بعد از ماه گرفتگی به دست می‌آید) این افزایش برای مناطق مرتفع با سطح ناهموار بیشتر از دریاوارهای نسبتاً صاف است. در مورد عملکرد اصلی این پدیده، اندازه‌گیری‌ها نشان می‌دهد که اثر مخالف تنها یک وابستگی کوچک به طول موج نشان می‌دهد: موج در ۰٫۴۱ میکرومتر ۳–۴ درصد بزرگتر از ۱٫۰۰ میکرومتر است. این نتیجه نشان می‌دهد که علت اصلی موج پادگری ماه، پنهان‌کاری سایه‌ها است تا پراکندگی منسجم.